# ナッテ
『ナッテ』は、やなぎなぎの4枚目のオリジナルアルバム。2018年1月17日にNBCユニバーサル・エンターテイメントジャパンから発売された。

## 概要
自身4枚目となるオリジナルアルバム。タイトルの「ナッテ」は糸や紐をより合わせて1つにしていく「綯う」から。自身の好きなもの、宝物を1つにまとめるという意味が込められている。
販売形態はBlu-ray付初回限定盤（GNCA-1521）・DVD付初回限定盤（GNCA-1522）・通常盤（GNCA-1523）の3種リリースで、初回限定盤には5周年記念ライブ「Cassiopeia Limited Express」を収録したBlu-ray・DVDが同梱されている。

## 収録曲
1. snowglobe [6:22]
  - 作詞・作曲・編曲：やなぎなぎ
2. 時間は窓の向こう側 [5:01]
  - 作詞：やなぎなぎ、作曲・編曲：bermei.inazawa
  - テレビアニメ『時間の支配者』エンディングテーマ
3. over and over [4:53]
  - 作詞：やなぎなぎ、作曲・編曲：北川勝利
  - テレビアニメ『Just Because!』オープニングテーマ
4. here and there [4:50]
  - 作詞：やなぎなぎ、作曲・編曲：中沢伴行
  - テレビアニメ『キノの旅 -the Beautiful World- the Animated Series』オープニングテーマ
5. スーパーヒーロー [2:45]
  - 作詞・作曲・編曲：やなぎなぎ
6. あなたはサキュレント [4:02]
  - 作詞：やなぎなぎ、作曲・編曲：齋藤真也
7. 海を込めて [3:59]
  - 作詞：やなぎなぎ、作曲：北川勝利、編曲：acane_madder・北川勝利
8. 瞑目の彼方 [4:38]
  - 作詞：やなぎなぎ、作曲：鷺巣詩郎、編曲：CHOKKAKU・鷺巣詩郎
  - テレビアニメ『ベルセルク』エンディングテーマ
9. 砂糖玉の月 [4:37]
  - 作詞・作曲：やなぎなぎ、編曲：出羽良彰
  - テレビアニメ『キノの旅 -the Beautiful World- the Animated Series』エンディングテーマ
10. relaxin'soup feat.DJみそしるとMCごはん [4:21]
  - 作詞・ラップ：やなぎなぎ・DJみそしるとMCごはん、作曲・編曲：やなぎなぎ
11. 目覚めの岸辺 [4:13]
  - 作詞：やなぎなぎ、作曲・編曲：rionos
12. 夜明けの光をあつめながら [5:18]
  - 作詞：やなぎなぎ、作曲・編曲：北川勝利
  - 日本テレビ系『バズリズム02』2018年1月エンディングテーマ
13. natte [2:30]
  - 作詞・作曲・編曲：やなぎなぎ

## 演奏
- やなぎなぎ
  - All Vocals
  - Programming (#1.5.10.13)
  - All Other Instruments (#1)
- 吉田翔平：Violin (#1.5)
- bermei.inazawa：Programming & All Other Instruments (#2)
- 古川望：Guitar (#2)
- gaQdan：Strings (#2)
- 北川勝利：Programming (#3.12)
- 山本真央樹：Drums (#3.12)
- 千ヶ崎学 (キリンジ)：Bass (#3.12)
- 松江潤：Guitar (#3.12)
- 末永華子：Piano (#3.12)
- rionos
  - Strings Programming (#3.12)
  - Programming (#11)
- acane_madder
  - Synthesizer Programming (#3.12)
  - Programming (#7)
- 中沢伴行：Programming & All Other Instruments (#4)
- 尾崎武士：Guitar (#4)
- 森藤晶司：Piano (#4)
- 齋藤真也：Programming (#6)
- CHOKKAKU、鷺巣詩郎：All Instruments (#8)
- Perry Montague-Mason and The London Studio Orchestra (#8)
- 出羽良彰：Programming & All Other Instruments (#9)
- 真部裕ストリングス：Strings (#9)
- 早川誠一郎：Drums (#11)
- 高井淳：Bass (#11)
- 堀越信泰：Guitar (#11)
- 戸川卓士：Synth Programming (#12)

特典DVDサポートメンバー
- 齋藤友也：Guitar
- 石岡塁 ：Bass
- 渡辺光彦：Drums
- 出羽良彰：Keyboards
- 神谷洵平：Percussion
- 吉田翔平：Violin

## チャート
| チャート（2018年） | 最高位 |
| ------------------ | ------ |
| オリコン週間       | 10     |